# Мечеть Капаша
Мечеть Капаша (каз. Қапаш мешіті) — мечеть, расположенная в Мангистауском районе Мангистауской области в 20 км на северо-запад от села Жармыш, в местности Тас-Кескен в урочище Жынгылдысайтпе. Была построена в 1928 году под руководством народного мастера-строителя Капаша Кинакулы (по другим данным, строителя звали Келей Жеменей Койнак-улы Капаш). В 1982 году мечеть Капаша была включена в список памятников истории и культуры Казахской ССР республиканского значения и взята под охрану государства.

## Архитектура
Здание мечети Капаша трёхзальное, анфиладного типа, в плане представляет собой несколько вытянутый прямоугольник размерами 16,35×7,30 м с небольшим выступом объёма михраба. Отверстие глубокого михраба четырёхугольное, в нём имеется щель для освещения. Здание сложено из каменных блоков известняка-песчаника, лицевая поверхность отшлифована. Перекрытие мечети было разрушено, остатки следов подпружных арок свидетельствовали, что двухпролётное здание мечети было крыто системой куполов.
Основное членение фасадов произведено чётким ритмом прямоугольных проёмов своеобразными плоскими перспективными системами арочных ниш наверху, сложной профилировкой цоколя с наклонным подрезом и многопрофильным карнизом. Вход в здание с торцевого северного фасада оформлен невысоким арочным порталом с рельефным орнаментным навершием. Глубокая михрабная ниша, в отличие от других среднеазиатских аналогов с глухой стеной, имеет прямоугольный световой проём. Околомихрабное пространство выделено многоярусной декоративной разработкой примыкающей к нему колонны.

## Современное состояние
Мечеть не была достроена, так как в 1928 году один её строитель, Косбай, уехал в Афганистан, а другой, Капаш, в 1938 году был расстрелян, после чего её превратили в склад шерсти, который далее был заброшен. Стены, колонны и арки мечети в 2003 году были восстановлены; оконные проёмы убраны фигурными металлическими решётками, однако верхние перекрытия и купола отсутствуют, так как на их восстановление не хватило средств.